# Лъв II
Лъв II или Флавий Лъв Младши Август (на латински: Flavius Leo Iunior Augustus, на гръцки: Λέων Β′; * август/септември 467; † 17 ноември 474) e византийски император през 473 – 474 година (еднолично през 474 година).

## Произход и управление
Лъв е син на император Зенон и Ариадна, дъщерята на Лъв I и Верина.
След отстраняването на Флавий Патриций той е издигнат като следващ мъжки близък роднина на Лъв I през октомври 472 г. като Цезар и наследник на трона. През 473 година император Лъв I провъзгласява своя внук за император и съуправител, става Август.
След смъртта на дядо си, на 18 януари 474 година Лъв II поема номинално властта. На 29 януари издига баща си Зенон за съимператор по внушение на своята баба Верина и майка си Ариадна. Девет месеца по-късно умира, едва на 7 години, от неизвестна болест и е наследен от баща си на 17 ноември 474.